# Ferdinand Ries

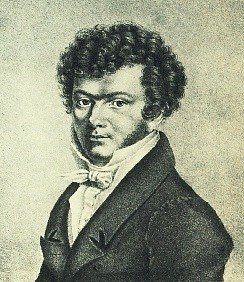
Retrato anónimo de Ferdinand Ries.

Ferdinand Ries (Bonn 28 de noviembre de 1784 - Fráncfort del Meno 13 de enero de 1838) fue un compositor alemán, amigo y alumno de Beethoven.

## Biografía
Fue bautizado en Bonn. Provenía de una familia de músicos de la misma ciudad. Publicó en 1838 una serie de reminiscencias de su maestro, junto con Franz Wegeler. Compuso ocho sinfonías, un concierto para violín y nueve conciertos para piano, así como numerosas obras en muchos géneros. De estas, han sido grabadas las sinfonías, algunas obras de cámara - la mayoría de ellas con piano - y uno de sus conciertos, demostrando un estilo que está, previsiblemente, entre los períodos clásico y romántico.
Los franceses disolvieron la Corte de Electores de Bonn y desarmaron la orquesta, pero en octubre de 1801 Ries -ya sin dinero- planeó viajar a Viena con una carta de presentación a Beethoven, quien había recibido algunas clases del padre de Ries, Franz Anton. Beethoven tomó a su cuidado al joven, dándole clases de piano, enviándolo a estudiar armonía y composición con Johann Georg Albrechtsberger y asegurándole posiciones como tutor de piano en casas aristocráticas en Baden y Silesia. Ries hizo su debut público como pianista en julio de 1804, tocando el Concierto para piano n.º 3 de Beethoven, con una cadencia compuesta por Ries, brillando en las críticas.
Ries trabajó para Beethoven como secretario y copista, obteniendo la confianza de Beethoven en las negociaciones con las editoriales y haciéndose su amigo. Pero temiendo la conscripción en el ejército francés ocupante, pese a que era tuerto, huyó de Viena en septiembre de 1805, pasando dos años en París antes de regresar a Viena. Luego dio conciertos por Europa, llegando a Londres en 1813, donde se estableció por los siguientes once años. Johann Peter Salomon, el gran amigo y patrón de Haydn — quien formalmente tocó en la orquesta de la corte de Bonn con el padre de Ries —, incluyó a Ries regularmente en su serie de conciertos filarmónicos; entonces recibió una reseña que lo alabó por su "salvaje romanticismo".
Durante los años en Londres nunca perdió el contacto con Beethoven y tuvo un papel importante en la publicación de varias obras de Beethoven después de la paz de 1815, incluyendo la comisión para la Philharmonic Society que resultó en la Sinfonía Coral.
En 1824, Ries se retiró a Alemania con su esposa inglesa, Harriet Mangeon, pero regresó a la vida musical en Fráncfort del Meno como compositor y director de orquesta. En 1834 fue nombrado director de la orquesta de la ciudad y de la Singakademie de Aquisgrán.
Cecil Hill hizo un catálogo temático académico, listado abajo, de las obras de Ries: para cada obra mencionó los incipits (temas iniciales) de cada movimiento, dedicatorias, reseñas anteriores conocidas y fechas conocidas de composición.
Mientras que sólo una de las grabaciones que más circuló de la música de Ries fue el concierto para piano n.° 3, todas sus sinfonías y varias obras de cámara están ahora disponibles en CD y su música para piano y orquesta que sobrevive es el objeto de un futuro proyecto.

## Obras (selección)

### Óperas
- Die Räuberbraut, ópera en tres actos op. 156 (1827/28; 1830/31)
- Liska, oder die Hexe von Gyllensteen, opera en dos actos op. 164 (1831); estreno en Londres con el título The Sorceress
- Die Nacht auf dem Libanon, Romantische Oper en tres actos WoO. 51 (1834–38)

### Otras obras para voz
- Der Morgen, cantata para cuatro voces y orquesta op. 27 (1806)
- Iphigenia in Aulis; escena para voz y orquesta WoO 17 (1810)
- Réquiem en do menor (1815, inacabado)

### Melodramas
- Die Zigeunerin, melodrama en dos actos WoO. 53 (1835)

### Sinfonías
- Sinfonía n.º 1 en re mayor, op. 23 (1809)
- Sinfonía n.º 2 en do menor, op. 80 (1814)
- Sinfonía n.º 3 en mi bemol mayor, op. 90 (1816)
- Sinfonía n.º 4 en fa mayor, op. 110 (1818)
- Sinfonía n.º 5 en re menor, op. 112 (1813)
- Sinfonía no publicada en mi bemol mayor, WoO. 30 (1822)
- Sinfonía n.º 6 en re mayor, op. 146 (1822, último movimiento revisado en 1826)
- N.º 7 en la menor, op. 181 (1835)

### Conciertos
- Concierto para dos trompas en mi bemol mayor WoO. 19 (1811)
- Concierto n.º 1 para violín y orquesta en mi menor op. 24 (1810)
- Concierto n.º 2 para piano y orquesta en mi bemol mayor op. 42 (1808)
- Concierto n.º 3 para piano y orquesta en do sostenido menor, op. 55 (1812)
- Concierto n.º 4 para piano y orquesta en do menor, op. 115 (1809, pub. 1823)
- Concierto n.º 5 para piano y orquesta en re mayor, op. 120 'Concierto Pastoral' (c.1816, pub. 1823)
- Concierto n.º 6 para piano y orquesta en do mayor, op. 123 (1806, pub. 1824)
- Concierto n.º 7 para piano y orquesta en la menor, op. 132 'Abschieds-Concert von England' (1823)
- Concierto n.º 8 para piano y orquesta en la bemol mayor, op. 151 'Gruss an den Rhein' (1826)
- Concierto n.º 9 para piano y orquesta en sol menor, op. 177 (1832/33)

### Oberturas de concierto
- Ouvertüre zu Schillers Trauerspiel Don Carlos op. 94 (1815)
- Ouverture bardique [concertante] WoO 24 (1815)
- Ouvertüre zu Schillers Trauerspiel Die Braut von Messina op. 162 (1829)
- Große Fest-Ouvertüre und Siegesmarsch op. 172 (1831/32)
- Dramatische Ouvertüre L’Apparition WoO 61 (1836)

### Otras obras para piano y orquesta
- Swedish National Airs with Variations, op. 52 (1812)
- Grand Variations on 'Rule, Britannia', op. 116 (1817)
- Introduction et Variations Brillantes, op. 170 (entre 1813 y 1824, pub. 1832)
- Rondeau brillant, op. 144 (1825)
- Introduction and Polonaise, op. 174 (1833)
- Introduction et Rondeau Brillant, WoO. 54 (1835)
- Concertino para piano y orquesta, WoO. 88 (1836, perdido)

### Oratorios
- Der Sieg des Glaubens, op. 157 (1829)
- Die Könige in Israel, op. 186 (1837)

### Música de cámara
- Sonata para violonchelo en do menor, WoO. 2 (1799)
- Cuarteto de cuerdas en fa menor, WoO. 48 (1833–35)
- Nocturno para sexteto de vientos, WoO. 50 (Flute, 2 Clarinets, Horn, 2 Bassoons ,1834)
- Nocturno para sexteto de vientos, WoO. 60 (Flute, 2 Clarinets, Horn, 2 Bassoons ,1836)
- Trío para piano en mi bemol mayor, op. 2
- Sonata para violín en fa mayor, op. 8, no. 1
- Sonata para violín en do mayor, op. 8, no. 2
- Octeto en fa mayor, op. 12 (1808)
- Cuarteto para piano en fa menor, op. 13 (1809)
- Sonata para violín en fa menor, op. 19 (1810)
- Sonata para violonchelo en do mayor, op. 20
- Sonata para violonchelo en la mayor, op. 21
- Gran Septeto en mi bemol mayor para piano, clarinete, 2 trompas, violín, violonchelo y contrabajo, op. 25 (1812)
- Trío para clarinete en si bemol mayor, op. 28 (1809)
- Sonata para clarinete en sol menor, op. 29 (1808)
- 3 Sonatas para violín, op. 30 (1811)
- Sonata para trompa en fa mayor, op. 34 (1811)
- 3 cuartetos de cuerda, op. 70 (1812, revisados 1815)
- Quinteto en si bemol para piano, violín, viola, violonchelo y contrabajo, op. 74 (1815)
- Romance para violonchelo y pianoforte en sol mayor (arreglo del segundo movimiento de la sonata para piano, op. 86/2) (1819)
- Sonata para flauta en sol mayor, op. 87
- Gran Sexteto para 2 violines, viola, violonchelo, contrabajo y piano en do mayor, Op.100
- Introducción y Danza rusa para pianoforte y violonchelo en mi bemol mayor, op. 113/1 (1823)
- Introducción y polonesa para piano y flauta, op. 119
- Sonata para violonchelo en sol menor, op. 125
- Gran Octeto en la bemol mayor para piano, violín, viola, clarinete, trompa, fagot, violonchelo y contrabajo, op. 128 (1816, pub. 1831)
- Trío para piano en do menor, op. 143
- Cuartetos para flautas n.º. 1-3, op. 145
- Variaciones sobre un himno portugués para piano y flauta, op. 152/1 (1826)
- Sonata para flauta en mi bemol mayor, 'Sonate sentimentale', op. 169 (1814)

### Piano
- Sonata para piano en do mayor, op. 1 no. 1 (1806)
- Sonata para piano en la menor, op. 1 no. 2 (1803-4)
- 2 Sonatinas para piano, op. 5
- Grande Sonate en re mayor, op. 9 no. 1
- Grande Sonata Fantaisie en fa sostenido menor, 'L'Infortune' op. 26
- 2 Sonatas para piano, op.11
- Sonata para piano en A menor op.45
- El Sueño, Op. 49
- La Sentinelle, Op.105 No.1
- The Old Highland Laddie, Op.105 No.2